# Vesta temploma
Vesta temploma Róma városában a Forum Romanumon álló épület az i. e. 4. századból.  
Castor és Pollux templomától keletre egymás mellett állott a Vesta temploma és a Vesta-szüzek háza. Vesta kerek templomának eredete a város eredetével egykorúnak látszik. Köralakja arra mutat, hogy kerek kunyhóban tartották itt Vesta örök tüzét, mielőtt díszes templomot emeltek e célra. Sokszor pusztult el, de mindannyiszor díszesen újraépítették. 
Körfalának átmérője 50 római láb (14,8 m) volt; ma csak subtructiója áll. Eredetileg 20 kannelúrás korinthoszi oszlop övezte az épületet. Szerkezetileg hasonló a zsupfedeles, faoszlopokon álló templomokhoz. Porticusa (bejárat) nyitott volt. 
Alapjait 1930-ban rekonstruálták véglegesen.

## Lásd még
- Vesta-szüzek háza